# Anselm Corrons i Perramon
Anselm Corrons i Perramon (Manresa, 1902 – 1994) fou dibuixant humorístic, ninotaire, cartellista, il·lustrador i pintor.

## Biografia
Va fer els primers estudis a l'Ateneu Obrer Manresà i després a La Salle. Col·laborà en revistes satíriques barcelonines com l'Esquella de la Torratxa i La Campana de Gràcia.
Va viure la seva infantesa a Barcelona i treballà a l'empresa que feia els fotogravats de la revista En Patufet.
El 1928 realitzà els cartells, juntament amb M.Roig i J. Algué, per commemorar la batalla del Bruc i els segells de propaganda de la "Setmana Manresana" dibuixats el mateix any amb J.Padró i Ll. Uró. Col·laborà a l'edició del 1r volum del Cançoner Català de Joan Vilanova.
Dinamitzador cultural al Cercle Artístic de Manresa, el Gremi de Sant Lluc i a l'Orfeó Manresà.
Durant els anys trenta fou un dels promotors de la primera edició de la Mostra d'Artistes Manresans.
Durant la guerra civil dissenyà i dibuixà el paper moneda –bitllets de cinquanta cèntims i de pesseta– per a l'Ajuntament de Manresa.
Va ser professor, junt amb Evarist Basiana, a l'Escola d'Arts i Oficis fins al 1938 que va ser cridat a files.
A l'acabar la guerra va ser evacuat a Ripoll i a França i deportat en un camp de concentració a Santander.
Tornà a Manresa per continuar pintant amb La Gàbia, grup d'artistes de l'època. Compromès amb l'esquerra (fou membre d'Acció Catalana). El seu toc humorístic es va plasmar en Un Llibre Verd que, amb Vicenç Prat, van descriure irònicament la Manresa de la República.
Als anys cinquanta, conreà la faceta de decorador en els principals establiments comercials i cases particulars de Manresa i comarca.